# Métropole de Lemnos et Saint-Eustrate
La Métropole de Lemnos et Saint-Eustrate (grec moderne : Ιερά Μητρόπολις Λήμνου και Αγίου Ευστρατίου) est un évêché du Patriarcat œcuménique de Constantinople, provisoirement autorisé à participer à la vie synodale de l'Église orthodoxe de Grèce. Elle a son siège à Myrina dans l'île de Lemnos et elle étend son ressort sur les deux îles de Lemnos et Ágios Efstrátios.

## La cathédrale
- C'est l'église de la Sainte-Trinité à Myrina.

## Les métropolites
- Hiérothée III (né Kalogeropoulos sur l'île de Spetses en 1962) depuis 2019.
- Hiérothée II (né sur l'île d'Andros en 1934) de 1988 à 2019.

## L'histoire
Lemnos a un évêque dès 325.

## Le territoire
Il compte 37 paroisses dont une sur l'île d'Ágios Efstrátios.

## Les monastères
Aucun monastère recensé.

## Les solennités locales
- La fête de la libération de Lemnos en 1912, le 8 octobre, fête de saint Sozon, libérateur et patron de l'île.
- La fête de saint Sozon à Physini, le 8 octobre.
- La fête de la divine Transfiguration à Pédinon, le 6 août.
- La fête de la Mère de Dieu Kotsina à Répanidion.
- La fête de la Saint-Constantin à Romanou, le 21 mai.
- La fête de saint Charalampe à Plaka, le 10 février.

## Les saints locaux
- Saint Sozon
- Sainte Mélitène, martyre à Marcianopolis en Thrace vers 160. Son corps perdu en mer est retrouvé sur le rivage de Lemnos, fête le 16 septembre.
- Saint Athanase, vénérable.
- Saint Stratège, premier évêque de Lemnos, présent au premier concile de Nicée en 325.

## À visiter
- Le musée du patrimoine ecclésiastique installé à l'évêché à Myrina.

## Les sources
- Le site de la métropole : http://www.imlemnou.gr
- Diptyques de l'Église de Grèce, éditions Diaconie apostolique, Athènes (édition annuelle).